# 장흥 고산사 석불입상
장흥 고산사 석불입상(長興 高山寺 石佛立像)은 대한민국 전라남도 장흥군 장평면 용강리, 고산사에 있는 석불입상이다. 1988년 3월 16일 전라남도의 유형문화재 제161호로 지정되었다.

## 개요
고산사는 전라남도 장흥군 장평면 용강리 험준한 골짜기에 있는 사찰이다. 원래는 절터만 남아 있고 석불입상은 파손된 채 땅속에 묻혀 있었는데, 1966년 새로 지은 법당 안에 모셔놓았다. 석불 아랫부분과 광배 일부가 파손된 것을 시멘트로 보수하였다.
민머리 위에 상투 모양의 머리묶음이 높직하게 솟아 있고, 계란형의 얼굴은 살이 올라 풍만하다. 좁은 어깨를 감싼 옷은 수직선을 그리며 아래로 내려가고 있다. 손은 양 팔을 구부려 앞가슴에 대고 있으나 옷주름에 가려 형태를 알 수 없다. 옷주름에 가려진 손모양은 화순 운주사 석불군에서 나타난 양식을 나타낸다. 이러한 점은 당시 각 지역간의 문화교류의 영향을 엿볼 수 있게 한다.
둥근 머리광배는 2줄의 볼록한 선으로 구분하고 그 안에 연꽃잎을 새겨 넣었다. 몸광배도 둘레에 2줄의 타원형 띠를 돌려 불상 전체를 감싸고 있다.
몸체의 아랫부분을 볼 수 없어 아쉬움을 주지만 광배와 얼굴에서 보이는 분위기는 중국 당나라 불상과 비슷한 면을 보여 준다

## 참고 문헌
- 고산사석불입상 - 국가유산청 국가유산포털